# Aliceia
Aliceia é um gênero de gastrópodes pertencente a família Raphitomidae.

## Espécies
- Aliceia aenigmatica Dautzenberg & Fischer H., 1897[2]
- Aliceia okutanii Sasaki & Warén, 2007[3]
- Aliceia simplicissima (Thiele, 1925)[4]